# Catedral de Nuestra Señora de la Asunción (Clermont-Ferrand)
La catedral de Nuestra Señora de la Asunción de Clermont es una catedral gótica situada en Clermont-Ferrand, Francia. La catedral actual fue precedida en el mismo emplazamiento por tres santuarios cristianos distintos. La mayor parte de su construcción actual data del siglo XIII. Se encuentra en la cima del cerro que forma el centro antiguo de Clermont-Ferrand, sobre la plaza de la Victoria, justo al lado de la estatua del papa Urbano II, que lanzó la primera cruzada en 1095. La catedral está construida de Piedra de Volvic a lo cual debe también su color oscuro.

## Historia
En el siglo V, San Namace, obispo de la ciudad de los arvernos, hizo construir una primera catedral obteniendo así el culto cristiano en su gueto de vicus christianorum. Dedicó este edificio a los santos Vital y Agrícola, de los que hicieron traer las reliquias desde Bolonia. El aspecto de plano basilical nos es conocido por la descripción que hizo Gregorio de Tours. Con un longitud de 43 metros, estaba adornada de mármol, poseía una nave central y dos laterales, un crucero y setenta columnas. Fue destruida en el 760 por Pipino el Breve.
Éste, arrepintiéndose de su acto, dio una suma importante al obispo Haddebert para financiar su reconstrucción, que duró del 764 al 768. Este segundo edificio fue de nuevo destruido por los normandos en el 915.
El obispo Esteban II hizo construir una tercera catedral románica, que fue consagrada en el 946. Fue una construcción original que sirvió de prototipo a numerosas iglesias en la Auvernia.
La cripta, del siglo X, comprende un deambulatorio rodeado de capillas. Posee un sarcófago del siglo IV en mármol blanco.

## Construcción gótica

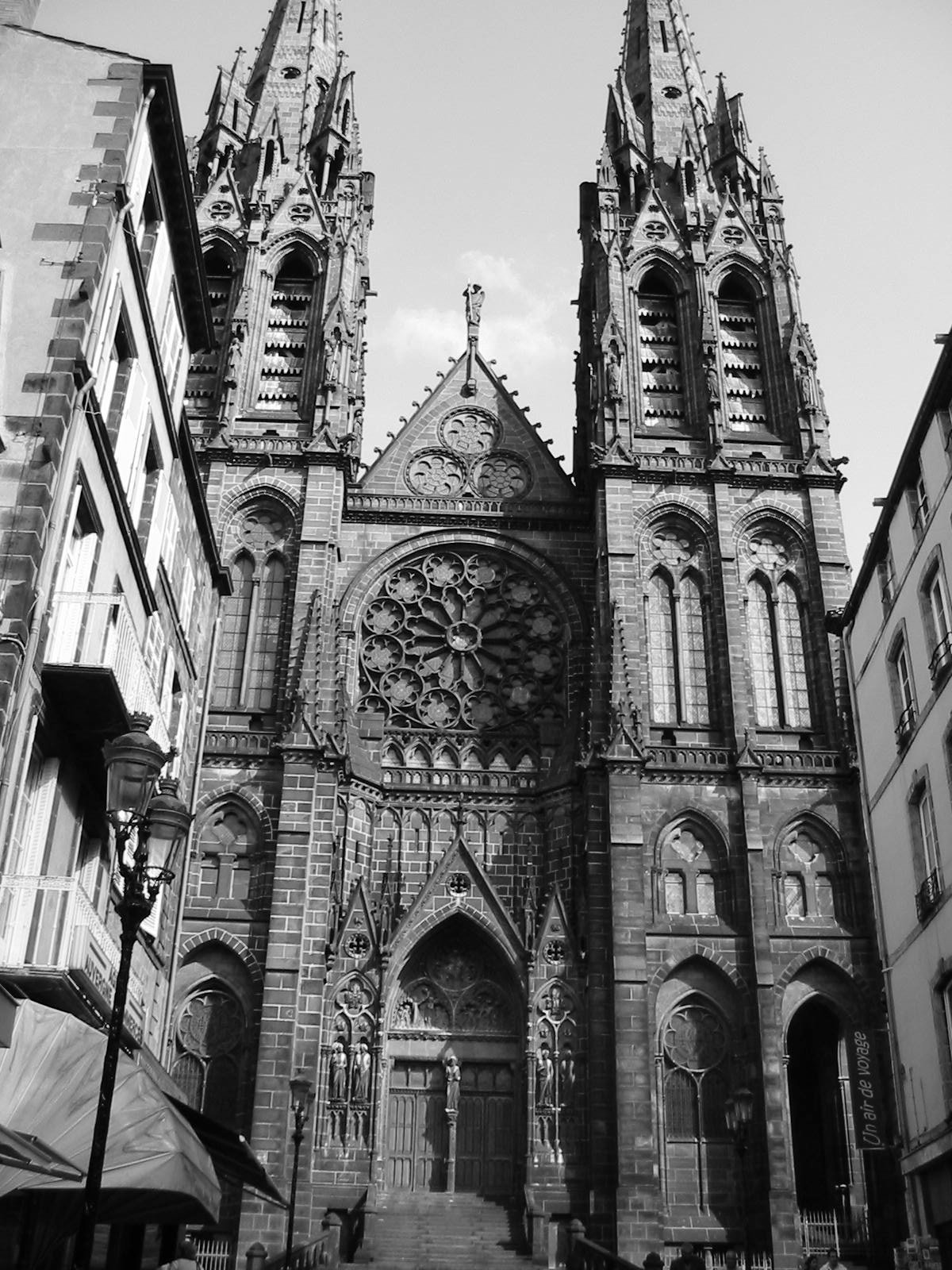
Fachada de la catedral.

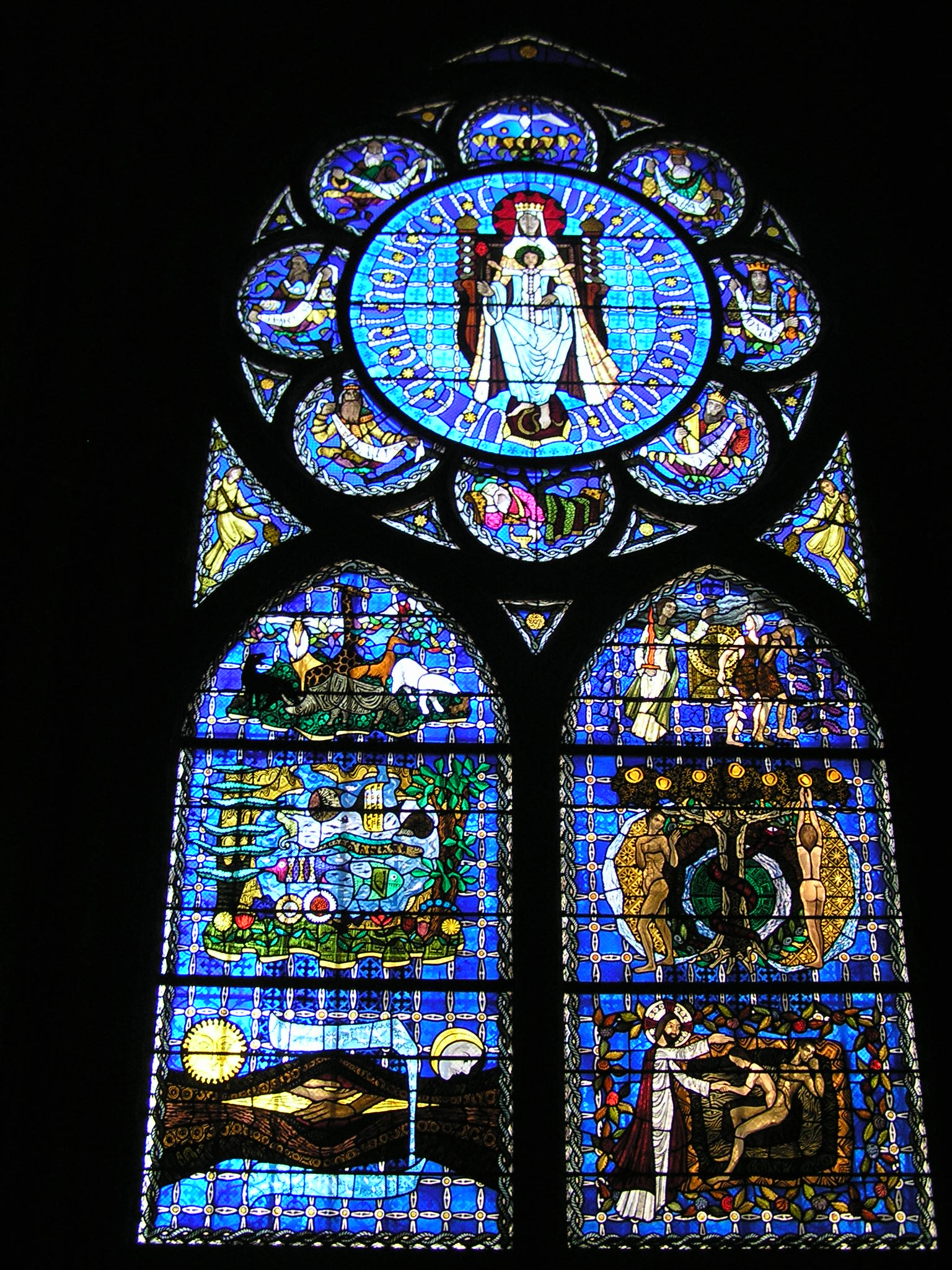
Vitral nuevo de la catedral.

En 1248, el obispo Hugues de la Tour decidió edificar una nueva catedral, inspirándose en la Santa Capilla que tanto le había gustado en un reciente viaje a París. Construir una iglesia con el prestigioso estilo gótico del norte le permitiría afirmar su supremacía sobre la ciudad. La Basílica de Nuestra Señora del Puerto, sería de nuevo superada.
El taller fue confiado a Jean Deschamps, arquitecto de las  catedrales de Narbona y de Limoges. Inspirado por las de Beauvais y Amiens, realizó planos originales donde las ventanas no ocupaban todo el espacio disponible entre los apoyos ni poseían arcos formeros, donde las ojivas penetraban directamente bajo la bóveda, donde el plano elíptico de los pilares de la rotonda del coro dejaba penetrar toda la luz de las ventanas absidales al santuario y donde ingeniosos bordes de la terraza permitían construir la curva a los arbotantes.
Pero la originalidad principal del edificio es el material utilizado: piedra volcánica de Volvic que da un color umbrío y con una resistencia que permitió elevar pilares de gran esbeltez.
Jean Deschamps trabajó de 1248 a 1287 sobre el coro, en el que San Luis casó a su hijo, el futuro Felipe el Atrevido con Isabel de Aragón. El rey financió, quizás para esta ocasión, una parte de las vidrieras que parecen salir del mismo taller que los de la Santa Capilla. El coro, el crucero y el comienzo de la nave fueron terminados hacia 1295.
Pierre Deschamps sucedió a su padre hasta 1325, emprendiendo los trabajos más allá del crucero. De 1325 a 1340, las torres de los brazos del crucero fueron construidas por un maestro de obra desconocido. Una de ellas, la torre del vigía, la más alta, debe su nombre al guarda que se apostaba a su cima.
De 1340 a 1355, Pierre de Cébazat, conocido por haber trabajado en la catedral de Chaise-Dieu, acabó los tres tramos de la nave, que permitían llegar a las torres románicas. Los trastornos de la guerra de los Cien años no le dejaron tiempo de terminar su obra. Durante los años que siguieron, sólo se esculpió un nuevo marco para la puerta de su sacristía.
El rosetón con predominio de azules que está colocado sobre la portada norte, y el de tonalidades naranjas que domina la portada sur, datan del siglo XIV. Ambos se inscriben en un cuadrado de 8,5 metros de lado.
Entre 1444 a 1474, fue colocado sobre el coro un campanario, verdadera punta de piedra hecha con infinidad de calados. Fue destruido en 1741.
Entre 1507 y 1512 fue elevado un alto tejado con cubierta de plomo, en sustitución del tejado original.

## Después de la Revolución
Durante la Revolución quisieron destruir la iglesia, pero el benedictino Verdier-Latour logró persuadirlos con el argumento de que constituiría un excelente lugar de concentración popular. Pero los asientos, el altar, esculturas y mobiliario fueron destruidos y tres de las torres de los cruceros fueron arrasadas. La torre del vigía sobrevivió por su utilidad práctica: daba la hora.
La fachada románica de la catedral fue destrozada en 1851. Se tuvo que esperar hasta 1866 para que volvieran a reanudar los trabajos de terminación, realizados según los planos de Eugène Viollet-le-Duc, por su alumno Anatole de Baudot. En 1884, la fachada occidental con sus altos pináculos y el último tramo de la nave, eran finalmente terminados con el respeto completo de los métodos de construcción de la Edad Media. Sólo la talla un poco más seca de las piedras marca la diferencia.